# Óscar Míguez
Óscar Omar Miguez Antón (né le 5 décembre 1927 à Montevideo et mort le 19 août 2006 dans la même ville) est un footballeur uruguayen, vainqueur de la Coupe du monde 1950. 
Avec 8 réalisations (5 en 1950 et 3 en 1954), Oscar Miguez est le meilleur buteur de l'histoire de l'Uruguay en phase finale de Coupe du Monde, devant Luis Suárez (7 buts) et Diego Forlán (6 buts).

## Biographie

### Ses débuts
Formé au Club Sud América, Oscar Míguez débute comme attaquant d'un club qui joue les premiers rôles en Uruguay, le Peñarol Montevideo lors de la saison 1948, année où le championnat ne se termine pas. Pourtant, il termine meilleur buteur du championnat avec neuf buts inscrits au compteur (huit selon d'autres sources). 
L'année suivante, il décroche son premier titre de champion avec le Peñarol, en conservant son titre honorifique de meilleur buteur du championnat, avec vingt buts inscrits, mais n'arrive pas à conserver son titre après une deuxième place en 1950. 
De plus, avec des joueurs comme Alcides Ghiggia, Juan Alberto Schiaffino et Juan Eduardo Hohberg, Oscar Míguez forme un quatuor d'attaquant irrésistible en championnat d'Uruguay. Ses performances en club l'amènent à connaître sa première sélection, le 30 avril 1950, à Rio de Janeiro, contre le Paraguay, en match amical, qui se solda par une défaite uruguayenne (2-3).

### La coupe du monde 1950: champion du monde
Oscar est sélectionné par Juan López Fontana dispute la Coupe du monde 1950. L'Uruguay se trouve dans le groupe D où figure la Bolivie, la Turquie et l'Écosse ; mais la Turquie déclare forfait pour des raisons financières et l'Écosse fait de même après avoir jugé n'être pas à la hauteur après une défaite contre l'Angleterre 1-0 et une seconde place dans les qualifications derrière cette même équipe. Il n'y a donc qu'un seul match qui se transforme en match pour la qualification. L'Uruguay bat la Bolivie sur un score de 8-0 et Miguez se permet d'ouvrir le score à la 14e, trompant le gardien Mario Alborta. Il marque ensuite le but du 4-0 à la 40e et 5-0 à la 51e s'offrant le luxe d'inscrire un hat-trick.
L'Uruguay se qualifie pour le tour final et fait d'abord match nul contre l'Espagne 2-2, Miguez ne marque pas mais en claque deux contre la Suède permettant à son équipe de gagner 3-2 après avoir marqué à la 77e et 84e minute. Le match restant oppose l'Uruguay au Brésil et est considéré comme la finale du championnat mais avec un net déséquilibre : le Brésil n'a besoin que d'un match nul pour remporter le titre et en plus le match se joue au Maracanã accueillant 174 000 spectateurs. L'Uruguay réalise l'exploit de gagner 2-1 après avoir été mené 1-0, Oscar ne marque pas mais il gagne la Coupe du monde. 
Miguez termine meilleur buteur de son équipe avec cinq buts, devant Alcides Ghiggia (quatre buts) et Juan Alberto Schiaffino (trois buts), étant ainsi le deuxième meilleur buteur de la Coupe ex æquo avec l'espagnol Estanislao Basora.

### Les titres s'enchainent avec Peñarol
Le championnat uruguayen reprend ses droits en 1951 et le Peñarol remporte un nouveau titre de champion. La saison 1952 voit les deux équipes avec le même nombre de points, mais c'est le Nacional qui remporte le trophée. Mais le Peñarol obtient sa revanche et remporte deux titres, lors des saisons 1953 et 1954. Cela permet à Oscar Míguez d'être une nouvelle fois sélectionné par Juan López Fontana dans l'équipe uruguayenne qui doit défendre son titre de championne du monde en Suisse.

### La coupe du monde 1954
Miguez dispute sa seconde phase finale de Coupe du monde en 1954 et marque dès le premier match contre la Tchécoslovaquie à la 72e minute de jeu et permet à son pays de gagner 2-0. L'Uruguay atomise ensuite l'Écosse sur un score de 7-0, Míguez marque le deuxième but à la 30e et le sixième but de la partie à la 83e minute de jeu.
En huitième de finale, les sud-américains s'imposent 4-2 face à Angleterre mais Míguez ne marque pas. L'Uruguay tombe au tour suivant face à la Hongrie de Zoltán Czibor sur le score de 4-2 et perd le match pour la troisième place contre l'Autriche 3-1. Il termine avec trois buts, deuxième meilleur buteur uruguayen de ce tournoi, derrière Carlos Borges.

### Oscar Miguez et la sélection uruguayenne de 1954 à 1958
Après cette compétition, Oscar Míguez détient le record de buts inscrits en phase finale de coupe du monde sous le maillot uruguayen (8 buts). 
Il participe à la Copa América 1955, en tant que titulaire incontestable, où il inscrit trois buts des douze de la Celeste, mais l'Uruguay termine quatrième du tournoi. Il recommence lors de l'édition 1956, toujours titulaire dans les matchs, et inscrit trois des neuf buts de la sélection uruguayenne, lui permettant de remporter ce tournoi. Il est, de plus,  élu meilleur joueur du tournoi. Pourtant honoré de ce titre continental, il ne participe à la Copa América 1957, pour défendre son titre. Il fait les matchs des éliminatoires de la Coupe du monde 1958, mais l'Uruguay manque de peu la qualification, et c'est sur cet échec qu'il arrête sa carrière internationale. Sa dernière sélection fut honorée le 30 avril 1958 (soit pile huit ans après sa première sélection), à Buenos Aires, contre l'Argentine, en match amical, qui se solda par une défaite 2-0 des uruguayens.
Au total, il inscrit 27 buts en 39 sélections avec la Céleste entre 1950 et 1958. Il connait dix-neuf victoires, fait neuf matchs nuls et onze défaites. Il remporte une coupe du monde et une Copa América. Cela fait de lui, le quatrième meilleur buteur de la sélection, derrière Héctor Scarone (31 buts), Diego Forlán (29 buts) et Ángel Romano (28 buts). Il est talonné par Sebastián Abreu avec 26 buts.

### Derniers matchs avec Peñarol et détour par le Pérou
Bien que différents clubs européens de premier rang veulent l'avoir dans leurs rangs à la suite de sa performance en coupe du monde 1954, il décide de continuer à joueur pour Peñarol. Pendant trois ans (1955-1957), le Peñarol termine la deuxième place mais il remporte le championnat en 1958. En 1959, le Nacional et le Peñarol se retrouvent une nouvelle fois avec le même nombre de points, le club d'Oscar remporte le match pour le titre 2-0. C'est le dernier titre de Míguez avec le Peñarol. Il est le troisième joueur du club à avoir inscrit le plus de buts en championnat avec le Peñarol (107 buts), derrière Fernando Morena (203 buts) et Alberto Spencer (113 buts).
Il se dirige vers le Pérou, au Sporting Cristal, sous les commandes de l'argentin Carlos Peucelle puis du péruvien Víctor Pasache, avec qui il finit troisième du championnat en 1960, où il totalise 18 matchs pour 10 buts sur les 37 marqués de son équipe. Cette équipe lorsqu'il arrive au club, le club doit se redresser après 1956 (premier titre de champion du Pérou), car il frôlait la zone de relégation. De 1958 à 1960, le club remonte son niveau et c'est dans ce moment-là que Oscar Miguez arrive pour aider le club à grandir, ce qui a permis au club de remporter la saison suivante son deuxième titre de champion du Pérou.

### Son retour au pays pour sa fin de carrière: Rampla et Colón
Avec son épisode péruvien, il revient au pays, dans le modeste club de Rampla Juniors FC, lors de la saison 1961, qui joue le plus souvent dans le bas du classement du championnat. Il termine à une modeste septième place du championnat d'Uruguay, soit à quatre points du relégable (Centro Atlético Fénix). Il finit sa carrière dans le club de Colón Fútbol Club, club de deuxième division uruguayenne.

### Décès et postérité
Oscar Míguez meurt le 19 août 2006 dans sa ville natale, Montevideo, à l'âge de 78 ans d'une maladie cardiaque. De nombreuses personnalités du football sont présentes à son enterrement : son ancien coéquipier Alcides Edgardo Ghiggia, et les joueurs de football Alberto Spencer, Pedro Rocha et Pablo Forlán notamment.

## Statistiques

### En sélection nationale
| Saison                | Sélection             | Phases finales         | Phases finales | Phases finales | Éliminatoires CDM | Éliminatoires CDM | Matchs amicaux | Matchs amicaux | Total | Total |
| Saison                | Sélection             | Compétition            | M              | B              | M                 | B                 | M              | B              | M     | B     |
| --------------------- | --------------------- | ---------------------- | -------------- | -------------- | ----------------- | ----------------- | -------------- | -------------- | ----- | ----- |
| 1950                  | Uruguay               | Coupe du monde 1950    | 4              | 5              | -                 | -                 | 4              | 2              | 8     | 7     |
| 1952                  | Uruguay               | -                      | -              | -              | -                 | -                 | 5              | 6              | 5     | 6     |
| 1953                  | Uruguay               | Copa América 1953      | -              | -              | -                 | -                 | 1              | 1              | 1     | 1     |
| 1954                  | Uruguay               | Coupe du monde 1954 4e | 3              | 3              | -                 | -                 | 3              | 1              | 6     | 4     |
| 1955                  | Uruguay               | Copa América 1955      | 5              | 3              | -                 | -                 | -              | -              | 5     | 3     |
| 1956                  | Uruguay               | Copa América 1956      | 5              | 3              | -                 | -                 | 3              | 1              | 8     | 4     |
| 1957                  | Uruguay               | Copa América 1957      | -              | -              | 2                 | 1                 | 2              | 0              | 4     | 1     |
| 1958                  | Uruguay               | -                      | -              | -              | -                 | -                 | 2              | 1              | 2     | 1     |
| Total sur la carrière | Total sur la carrière | Total sur la carrière  | 17             | 14             | 2                 | 1                 | 20             | 12             | 39    | 27    |

## Palmarès

### Titres collectifs
- Championnat d'Uruguay de football
  - Champion en 1949, en 1951, en 1953, en 1954, en 1958 et en 1959
  - Vice-champion en 1950, en 1952, en 1955, en 1956 et en 1957
- Coupe du monde de football
  - Vainqueur en 1950
- Copa América
  - Vainqueur en 1956

### Titres individuels
- Meilleur buteur du championnat uruguayen
  - Récompensé en 1948 et en 1949